# Сеноте
Сеноте (на испански: Cenote, [θeˈnote]; от юкатански маянски dzonot или ts'onot, означаващо „кладенец“) е дълбока, широка яма в земята с карстов произход, която има кръгла форма и е пълна с вода. Характерна е за Мексико, най-вече за Юкатанския полуостров. Получава се при пропадане на варовикови скали и позволява излагането на подпочвените води на повърхността. Има няколко вида сеноте: отворени, полуотворени и подземни или в пещера. Тази класификация е пряко свързана с възрастта на съответния сеноте, като зрелите сеноте са напълно отворени, а най-малките запазват непокътнат купола си. Подобно на много други геоморфологични структури, сеноте са преходни структури, които могат да бъдат запълнени или изсушени, превръщайки се в част от това, което е известно като палеокарст.
В северната и северозападната част на полуостров Юкатан сеноте по принцип са обширни кухини с вертикални стени, от 50 до 100 метра дълбочина. Въпреки това много малко от тях се свързват с хоризонтални подземни речни системи, водният поток през тях е по-вероятно да е доминиран от водоносни хоризонтални матрици и фрактурни потоци. В контраст, по крайбрежието на Карибите на полуостров Юкатан (например Кинтана Ро) често сеноте предоставят достъп до обширни подводни пещерни системи.
Сеноте са използвани от древните маи като източник на вода и също така за извършване на жертвоприношения.

## Определение
Сеноте са повърхностни връзки с подземни водни тела. Докато най-известните сеноте са големи открити водни басейни с диаметър от десет метра в диаметър, като тези в Чичен Ица в Мексико, голям брой сеноте са по-малки защитени места и не е задължително да имат повърхностно изложени води. Само на полуостров Юкатан в Мексико има над 6000 различни сеноте.
Терминът е използван и за описване на подобни карстови особености в други страни като Куба и Австралия.
Водата често е много прозрачна, тъй като идва от дъждовна вода, която се филтрира бавно през земята и следователно съдържа много малко суспендирани частици. Дебитът на подземните води в сеноте може да бъде много бавен. В много случаи тези образувания са зони, където части от пещерен покрив са се сринали, разкривайки основна пещерна система, а дебитът на водата може да бъде много по-голям. По целия свят те привличат пещерни изследователи, любители и водолази, които документират обширни наводнени пещерни системи.

## Формиране
Благодарение на еволюцията на карстовия масив, сеноте започва като подземна камера, произведена чрез разтваряне на варовиковата скала чрез проникване на дъждовна вода. Накрая, тъй като кухината се увеличава по размер, сеноте може да завърши на повърхността, поради срутването на купола.
Сеноте се формират по време на понижаване на морското равнище по време на ледниковите импулси на Плейстоцена. В повечето случаи сеноте са разширяване на сложни подземни речни мрежи. В тях морската вода, по-плътна от сладката, може да проникне през дъното на водната маса. Поради тази причина, има и сеноте, в които от определена дълбочина нататък водата преминава от сладка в солена, дори на много километри от брега. Това предизвиква интересни визуални ефекти.